# 蓬塔里永
蓬塔里永（法語：Pontarion，法語發音：[pɔ̃taʁjɔ̃]）是法国克勒兹省的一个市镇，属于盖雷区。

## 地理
蓬塔里永（45°59'50"N, 1°50'59"E）面积5.25 平方千米，位于法国新阿基坦大区克勒兹省，该省份为法国中部省份，位于法國中央高原西北部，北起安德尔省和谢尔省，西接维埃纳省，南至科雷兹省，东临多姆山省，东北与阿列省接壤。
与蓬塔里永接壤的市镇（或旧市镇、城区）包括：萨尔当、苏布雷博斯、圣伊莱尔堡、托龙。

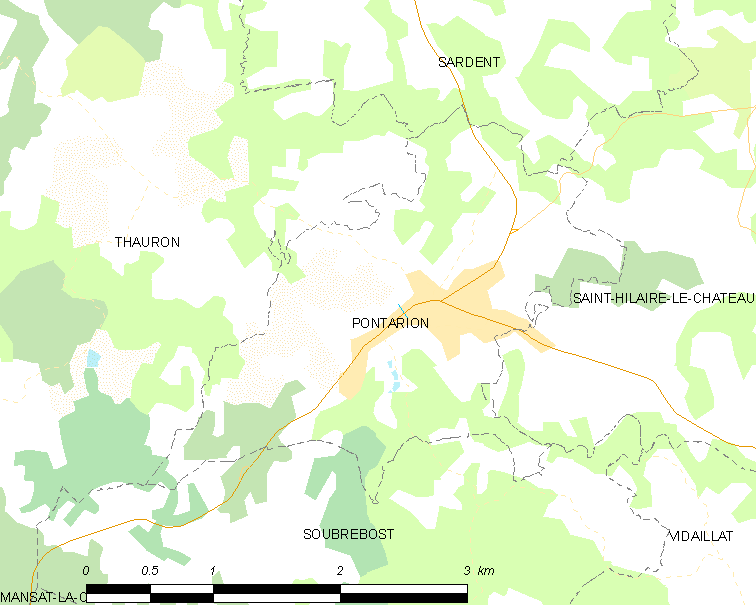
蓬塔里永的OSM定位图

蓬塔里永的时区为UTC+01:00、UTC+02:00（夏令时）。

## 行政
蓬塔里永的邮政编码为23250，INSEE市镇编码为23155。

## 政治
蓬塔里永所属的省级选区为阿安县。

## 人口

1962-2008年间蓬塔里永人口变化图示

蓬塔里永于2022年1月1日时的人口数量为359人。